# Сечу (Валча)
Сечу (рум. Seciu) насеље је у Румунији у округу Валча у општини Фартацешти. Oпштина се налази на надморској висини од 325 m.

## Становништво
Према подацима из 2002. године у насељу је живело 88 становника, од којих су сви румунске националности.